# یواس‌اس الوویی (آی‌دی-۳۱۳۹)
یواس‌اس الوویی (آی‌دی-۳۱۳۹) (به انگلیسی: USS Alloway (ID-3139)) یک کشتی بود که طول آن ۴۱۶ فوت ۶ اینچ (۱۲۶٫۹۵ متر) بود. این کشتی در سال ۱۹۱۸ ساخته شد.